# Phil Taylor
Philip John Taylor, detto Phil, noto anche con lo pseudonimo di Philthy Animal (Chesterfield, 21 settembre 1954 – Londra, 11 novembre 2015), è stato un batterista britannico.
È stato il batterista della band britannica heavy metal Motörhead, negli anni 1975-1984 e 1987-1992.
La formazione classica dei Motörhead è considerata proprio quella con Lemmy Kilmister, Philty Animal Taylor e "Fast" Eddie Clarke.

## Biografia
Nato il 21 settembre 1954 a Chesterfield, in Inghilterra, si unì alla band nel 1975, prendendo il posto di Lucas Fox per l'omonimo disco del 1977 Motörhead.
Nel 1980, subito dopo le registrazioni del famoso album Ace of Spades, Phil ebbe un incidente al collo, che lo rese incapace di suonare per quasi un anno (nel quale i restanti Motörhead pubblicarono, insieme alle Girlschool, l'EP St. Valentine's Day Massacre EP).
Nella primavera del 1984, dopo un'apparizione "finale" nella serie tv The Young Ones, Taylor lasciò la formazione.
L'anno successivo, dopo una breve collaborazione con i Waysted, reclutò l'ex chitarrista dei Motörhead Brian "Robbo" Robertson per formare la band di breve durata Operator.
Nel febbraio 1987 Philty rientra nei Motörhead, per restarci fino al 1992; viene infatti licenziato dal gruppo per non aver imparato bene la parte di batteria della canzone I Ain't No Nice Guy, dell'album March ör Die e viene sostituito prima da Tommy Aldridge, e poi da Mikkey Dee.
Tenne il suo ultimo concerto coi Motörhead a Los Angeles il 28 marzo del 1992.
Nel 2005, ha fatto parte dei The Web of Spider e nel 2007 ha fondato i Capricorn, band composta oltre a Philty, anche dall'ex chitarrista dei Danzig Todd Youth, dall'ex chitarrista/cantante dei Monster Magnet Phil Caivano e dall'ex bassista dei Nashville Pussy Corey Parks.
Il 6 novembre 2014 ha suonato Ace of Spades con i membri dei Motörhead nella tappa di Birmingham. 
Phil Taylor muore l'11 novembre 2015 all'età di 61 anni dopo una lunga malattia.

## Discografia

### Motörhead
- 1977 - Motörhead
- 1979 - Overkill
- 1979 - Bomber
- 1980 - Ace of Spades
- 1981 - No Sleep 'til Hammersmith
- 1982 - Iron Fist
- 1983 - Another Perfect Day
- 1987 - Rock 'n' Roll
- 1988 - Nö Sleep at All
- 1991 - 1916
- 1992 - March ör Die

### The Web of Spider
- 2007 - The Web of Spider

## Videografia

### Motörhead
- 1982 - Live in Toronto
- 1984 - Another Perfect Day Video EP
- 1985 - The Birthday Party
- 1986 - Deaf Not Blind
- 1991 - Everything Louder than Everything Else (DVD nel 2004)
- 2002 - The Best of Motörhead
- 2003 - Special Edition EP
- 2005 - Classic Albums: Motörhead - Ace of Spades